# Megachile orba
Megachile orba är en biart som beskrevs av Carlos Schrottky 1913. Megachile orba ingår i släktet tapetserarbin, och familjen buksamlarbin. Inga underarter finns listade i Catalogue of Life.